# الدهاشنة
قرية الدهاشنة هي إحدى القرى التابعة لمركز بلبيس في محافظة الشرقية في جمهورية مصر العربية. حسب إحصاءات سنة 2006، بلغ إجمالي السكان في الدهاشنة 3256 نسمة، منهم 1723 رجل و1533 امرأة.